# Веселовський Сигізмунд
Веселовський Сигізмунд Я. — український і російський кінорежисер німого кіно.
В кіно працював з 1912 року. Починав свою кар'єру у Львові. Пізніше був режисером фірми Г. Лібкена в Ярославлі. В 1918 році переїхав до Києва працювати на Українфільм.
З 1920 році перебував у еміграції в Німеччині.

## Вибіркова фільмографія
- 1912 — «Помста за брехню»
- 1912 — «Любовні пригоди панів З. і Й., знаних у Д.»
- 1912 — «Найкращий грабіжник»
- 1918 — «Брехня»
- 1918 — «Чорна Пантера»
- 1918 — «Льодовий дім»
- 1918 — «Мазепа»